# Gheorghe Turda
Gheorghe Turda (n. 6 martie 1948, Săpânța, Maramureș) este un cântăreț român de muzică populară, general în rezervă și fost colaborator al Securității. A dat concerte în peste 40 de țări și a participat la peste 80 de turnee.
A absolvit școala generală în comuna natală, apoi liceul teoretic „Dragoș Vodă” din Sighet, secția reală. De mic i-a plăcut să cânte. Bunicul artistului a fost preot la Săpânța, un sat cu celebritate folclorică și etnografică în care se află Cimitirul Vesel din Săpânța. Bunicul îl lua la biserică. Psalmodia versete din psaltire. Știa multe colinde încă de atunci, colindele pe care le cântă și astăzi.
A studiat la Academia de Muzică „Gheorghe Dima” din Cluj (1966-1973). A fost un student eminent. Încă din anii studenției s-a impus ca interpret, prin calitățile deosebite ale timbrului său vocal, bogăția și valoarea repertoriului ales. A interpretat și arii din operă și operetă. Din 1973 este licențiat în artă, specialitatea muzică clasică.
În același an, după absolvire a devenit prim solist al ansamblului artistic „Rapsodia română”, în cadrul căruia a activat până în 1991, anul desființării ansamblului.
În 1991 a fost angajat la Ministerul de Interne, direcția pentru cultură, artă și sport. A reorganizat ansamblul artistic „Ciocârlia”, unde i-a adus pe interpreții de muzică populară Mioara Velicu, Benone Sinulescu, Mioara Pitulice etc.
A inițiat o suită de spectacole literar-muzicale în sala de festivități a ministerului, cu o tot mai vie deschidere spre publicul larg. A devenit directorul ansamblului „Ciocârlia”, cu care a întreprins multe turnee în țară și peste hotare.
În 1991 i-a fost conferit gradul de locotenent-colonel onorific, ca recunoaștere a meritelor sale artistice. În anii 1994-1997, s-a implicat, în calitate de colonel, tot mai mult în viața artistică a celor ce-și desfășoară activitatea în armata și poliția română, precum și în armată în calitate de colaborator cu alte atribuții.
În perioada 1997-2001, Gheorghe Turda a lucrat în cadrul DGPMB ca șef de compartiment, la Direcția pentru relații publice, tradiții, educație și sport. În semn de apreciere a muncii neobosite și a valorii activităților, Turda a fost numit șef adjunct al direcției respective. Artistul Turda s-a retras din această activitate în august 2003, nu însă și din aceea de interpret de muzică populară.
Începând din 1966 a colaborat până în prezent cu majoritatea ansamblurilor artistice din țară, între care: „Cindrelul”, „Junii Sibiului”, „Ciprian Porumbescu” (Suceava), „Mărțișorul” (Cluj-Napoca), „Doina” (al armatei), „Tinerimea română”, „Doina Carpaților”, „Doina Gorjului”, „Doina Banatului”, „Maramureșul” (Baia Mare), „Ciocârlia”, „Mara” (Sighet).
„Aceste colaborări mi-au prilejuit, în timp contacte fertile și semnificative cu un public divers, dar cultivat, de pe cele mai felurite meleaguri ale țării, cât și de peste hotare. Dialogurile pe care le-am purtat cu mulți dintre iubitorii cântecelor mele m-au stimulat, mi-au dat aripi, m-au îndemnat să merg și mai mult la rădăcina lucrurilor. Folclorul românesc, bogat în seve și frumuseți lexicale dintre cele rare, în lumina cu ascensiuni divine, constituie izvorul cu apă vie, din care, cred eu, fiecare artist adevărat, trebuie să-și culeagă substanța și armoniile.”—Gheorghe Turda
Turda vorbește și cântă, în afară de limba română, în italiană, engleză, franceză și rusă.
Prin decret prezidențial din 1 decembrie 2008, Gheorghe Turda a fost înaintat în gradul de general de brigadă în rezervă (cu o stea) .
Este director al Centrului cultural național din Ministerul de Interne.
În octombrie 2011, ÎCCJ a decis că Gheorghe Turda a fost colaborator al Securității.

## Discografie
- Bine joacă turdenii, 1977
- Hai, mîndro, să trecem dealul, 1986
- Am avut și eu un dar
  - Măicuță, când m-ai făcut
  - Cine nu știe ce-i dorul
- disc realizat împreună cu frații Petreuș
- Trece-mi dorul pe la poartă
- La fântâna dorului, 1992, CD produs în Olanda (cuprinde: 22 piese, dintre care 6 colinde)
- La fântâna dorului, 1994
- Ghidrul din Săpânța
- Tropăita din Săpânța
- După pui de moroșan
- Colinde: Sculați, boieri mari, La poalele pomilor, An nou fericit.
- Dragu mi-i la veselie
  - Cui îi place dragostea
  - Nu mă bate
  - Doamne, rău
  - Coboară din deal în vale
  - Toată lumea are un dor

## Premieri, distincții
În perioada 1970 - 2003 a obținut numeroase medalii, diplome, semne ale recunoașterii valorii interpretative: folclor, romanțe, canțonete, colinde, serenade etc. Între altele:
- 1970 - marele premiu al festivalului internațional de folclor de la Zagreb (Iugoslavia; cu concurenți din peste 25 de țări)
- 1971 - marele premiu al festivalului internațional de folclor de la Izmir (Turcia)
- 1973 - în urma mai multor recitaluri la festivalul mondial al tineretului și studenților la Berlin, în cadrul galei finale, medalia de aur și diploma de excelență
- 1976 - la festivalul Smithsonian, la celebrarea bicentenarului Statelor Unite ale Americii, medalia și locul I pe națiuni
- în 1978 - marele premiu la festivalul mondial al tineretului și studenților, în Havana (Cuba)
- 1985 – marele premiu la festivalul de folclor din Drummondville, Canada
- 1993 - colierul de argint la festivalul mondial de folclor, Dijon, Franța
- 1993 – diploma de onoare, pentru 25 de ani de activitate artistică; conferită de președinția României
- 1997 – cetățean de onoare al municipiului Cluj-Napoca. La festivitate, artistul Turda a susținut un recital de neuitat.
- 2001 - cetățean de onoare al municipiului București
- 2002 – cetățean de onoare al satului Săpânța
- 2002 – virtutea militară în grad de cavaler cu însemn pentru militari; conferită de președinția României.
- 2003 – trofeul Superlativele VIP secțiunea folclor.

## Turnee
În: Italia, Franța, Finlanda, Danemarca, Grecia, Ungaria, Austria, Slovenia, Cehia, Slovacia, Rusia, China, Coreea, Japonia, Mexic, Brazilia, Egipt, Israel, Cuba  ,USA .